# 박근형 (성우)
박근형은 대한민국의 성우이다. 1990년 가톨릭평화방송 성우극회 성우로 입사하였다.